# Fins a la fi del món
Fins a la fi del món (títol original en anglès, The Dead Don't Hurt) és una pel·lícula de western del 2023 escrita, dirigida i produïda per Viggo Mortensen i protagonitzada per ell mateix, Vicky Krieps, Solly McLeod, Garret Dillahunt, Colin Morgan, Ray McKinnon, Luke Reilly, Atlas Green i Danny Huston. Mortensen també va compondre la base sonora de la pel·lícula. Es tracta d'una coproducció entre Canadà, Dinamarca i Mèxic. S'ha subtitulat al català.
Es va projectar per primer cop al Festival Internacional de Cinema de Toronto el 8 de setembre de 2023. Es va estrenar als cinemes d'Amèrica del Nord el 31 de maig de 2024 i a Dinamarca, el 13 de juny. La pel·lícula va rebre crítiques generalment favorables.